# Rudolf Kowarzik

Beispiel einer von Kowarzik entworfenen Medaille

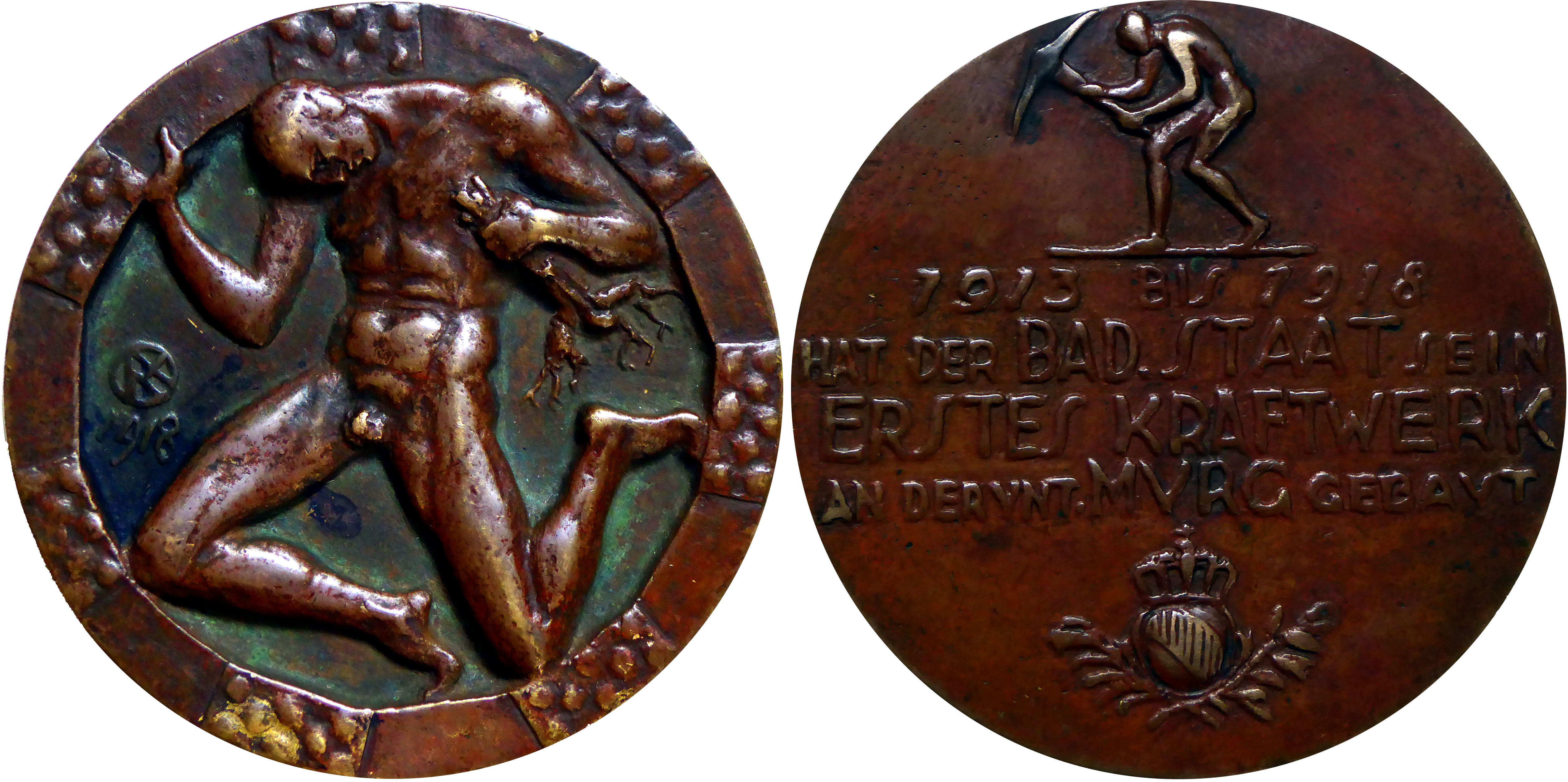
Eröffnung des Rudolf-Fettweis-Werks 1918

Rudolf Kowarzik (* 13. März 1871 in Wien; † 16. April 1940 in Pforzheim) war ein österreichischer Bildhauer, Medailleur und Ziseleur.
Rudolf Kowarzik kam als jüngster von drei Söhnen des Kürschnermeisters Friedrich Kowarzik und dessen Ehefrau Barbara Kowarzik geb. Varnschein in Wien zur Welt.
Angeregt durch seinen Bruder Josef Kowarzik lernte er von 1885 bis 1889 im Atelier des Graveurs Josef Zapf und besuchte daneben die Fachschule für Gold- und Silberschmiede, Graveure und Ziseleure in Wien. Nach einigen Jahren praktischer Tätigkeit besuchte er von 1896 bis 1897 die Meisterklasse von Stefan Schwartz und im Anschluss die von Josef Tautenhayn.
Von 1898 bis 1904 arbeitete er an der Kunstgewerbeschule Karlsruhe als Assistent des österreichischen Medailleurs Rudolf Mayer und wurde 1904 Lehrer an der Badischen Kunstgewerbeschule Pforzheim. Seit spätestens 1912 war er Mitglied im Deutschen Werkbund.
1906 heiratete er seine Frau, mit der er drei Kinder bekam.
Kowarzik entwarf Kursmünzen für das Großherzogtum Baden, Medaillen, Schmuck und Gedenktafeln.